# Scott Clifton
Scott Clifton (Los Angeles, 31 oktober 1984) is een Amerikaanse acteur, musicus en video blogger. 

## Biografie
Clifton werd geboren in 1984 en is het enige kind van Ron en Faye Snyder. Hij is van Russisch-Schotse afkomst. Hij begon zijn carrière met reclamefilmpjes toen hij 16 jaar was. In 2003 had hij zijn eerste grote rol te pakken als Dillon Quartermaine in de soap General Hospital, waarin hij vier jaar speelde. Na een jaar als Schuyler Joplin in One Life to Live werd hij gecast als Liam Spencer in The Bold and the Beautiful, dat al sinds 2010 zijn thuishaven is. Hij won al drie Daytime Emmy Awards voor zijn rol. 
In 2012 trouwde hij met Nicole Lampson, met wie hij op 6 mei 2016 zijn eerste kind kreeg, Ford Robert Clifton.

## Prijzen
| Jaar | Prijs              | Categorie                                   | Titel                      | Resultaat   |
| ---- | ------------------ | ------------------------------------------- | -------------------------- | ----------- |
| 2004 | Daytime Emmy Award | Buitengewone jonge acteur in een dramaserie | General Hospital           | Genomineerd |
| 2005 | Daytime Emmy Award | Buitengewone jonge acteur in een dramaserie | General Hospital           | Genomineerd |
| 2006 | Daytime Emmy Award | Buitengewone jonge acteur in een dramaserie | General Hospital           | Genomineerd |
| 2010 | Daytime Emmy Award | Buitengewone jonge acteur in een dramaserie | One Life to Live           | Genomineerd |
| 2011 | Daytime Emmy Award | Buitengewone jonge acteur in een dramaserie | The Bold and the Beautiful | Gewonnen    |
| 2013 | Daytime Emmy Award | Beste mannelijke bijrol in een dramaserie   | The Bold and the Beautiful | Gewonnen    |
| 2014 | Daytime Emmy Award | Beste mannelijke bijrol in een dramaserie   | The Bold and the Beautiful | Genomineerd |
| 2015 | Daytime Emmy Award | Beste mannelijke bijrol in een dramaserie   | The Bold and the Beautiful | Genomineerd |
| 2017 | Daytime Emmy Award | Beste mannelijke bijrol in een dramaserie   | The Bold and the Beautiful | Gewonnen    |

- Library of Congress Control Number: no2010160385
- MusicBrainz: a4ad27d4-b0ca-4c24-a4a6-f323eba6ba1c
- Virtual International Authority File: 132950426
- WorldCat: E39PBJjXd33r484VKDmvkhD8YP